# Brasnorte
Brasnorte is een gemeente in de Braziliaanse deelstaat Mato Grosso. De gemeente telt 15.089 inwoners (schatting 2009).
De gemeente grenst aan Norte Castanheira, Juara, Campo Novo do Parecis, Nova Maringá, Juína en Sapezal.